# Morzyczanie
Moryczanie, Morzyczanie, Moraczanie – średniowieczne plemię słowiańskie należące do wieleckiej grupy językowej zamieszkujące środkowy bieg rzeki Łaby koło Magdeburga. Sąsiadowali z innymi plemionami słowiańskimi: Ziemczycy, Lesicy, Lipianie.